# Huldai Küregen
Pour les articles homonymes, voir Küregen.
 (avril 2024).
La mise en forme du texte ne suit pas les recommandations de Wikipédia : il faut le « wikifier ».
Les points d'amélioration suivants sont les cas les plus fréquents. Le détail des points à revoir est peut-être précisé sur la page de discussion.
- Les titres sont pré-formatés par le logiciel. Ils ne sont ni en capitales, ni en gras.
- Le texte ne doit pas être écrit en capitales (les noms de famille non plus), ni en gras, ni en italique, ni en « petit »…
- Le gras n'est utilisé que pour surligner le titre de l'article dans l'introduction, une seule fois.
- L'italique est rarement utilisé : mots en langue étrangère, titres d'œuvres, noms de bateaux, etc.
- Les citations ne sont pas en italique mais en corps de texte normal. Elles sont entourées par des guillemets français : « et ».
- Les listes à puces sont à éviter, des paragraphes rédigés étant largement préférés. Les tableaux sont à réserver à la présentation de données structurées (résultats, etc.).
- Les appels de note de bas de page (petits chiffres en exposant, introduits par l'outil «  Source ») sont à placer entre la fin de phrase et le point final[comme ça].
- Les liens internes (vers d'autres articles de Wikipédia) sont à choisir avec parcimonie. Créez des liens vers des articles approfondissant le sujet. Les termes génériques sans rapport avec le sujet sont à éviter, ainsi que les répétitions de liens vers un même terme.
- Les liens externes sont à placer uniquement dans une section « Liens externes », à la fin de l'article. Ces liens sont à choisir avec parcimonie suivant les règles définies. Si un lien sert de source à l'article, son insertion dans le texte est à faire par les notes de bas de page.
- La présentation des références doit suivre les conventions bibliographiques. Il est recommandé d'utiliser les modèles {{Ouvrage}}, {{Chapitre}}, {{Article}}, {{Lien web}} et/ou {{Bibliographie}}. Le mode d'édition visuel peut mettre en forme automatiquement les références.
- Insérer une infobox (cadre d'informations à droite) n'est pas obligatoire pour parachever la mise en page.

Pour une aide détaillée, merci de consulter Aide:Wikification.
Si vous pensez que ces points ont été résolus, vous pouvez retirer ce bandeau et améliorer la mise en forme d'un autre article.
Huldai Kyuregen (mongol : Huldai Küregen , 中国語) était le seigneur des Ikires, il servit l'Empire mongol au XIIIe siècle. Il était le fils de Butu Kyuregen, seigneur Ikires qui servit Gengis Khan, et hérita de la position de son père. Dans les sources historiques chinoises telles que le « Yuanshi », il s'écrit Suŏérhā, et dans les documents historiques persans tels que le Shushi, il s'écrit هواودای گورکان (hūldāī gūrkān).

## Biographie
Dans « Histoire collective », il est écrit que « Kutktai Katon, le sanctuaire principal de Mongke Ka'an, était la fille de Huldai Kyuregen, et Huldai Kyuregen était le fils de Butu. Kyuregen.'', il s'avère que Huldai était le fils de Butu, un chef des Ikires qui servait Gengis Khan. De plus, dans le Yuanshi, il y a une trace d'une personne nommée Solka, le fils de Butu, dont la fille est devenue la fille de Mongke Ka'an, et c'est cette Solka qui est devenue la fille de Mongke Ka'an. qu'il s'agit du Furudai mentionné dans « Histoire ».
Selon des sources historiques chinoises, Solka-Huldai servit le deuxième empereur Ogodei et fut engagé dans la guerre contre la dynastie des Song du Sud . Un jour, lorsqu'un rapport fut apporté à Ogodei selon lequel Huldai avait capturé Kashou, Ogodei dit : "J'ai vu Butu, le père (de Huldai), travailler dur pour le pays dans le passé. On dit que les exploits militaires de Huldai sont comparables à ceux de Huldai. son père, et qu'on lui a donné un brocart d'or, une ceinture d'or et une selle cloisonnée. Par la suite, bien que le moment soit inconnu, il a été rappelé et s'est rendu à Chuto, où il est mort de.
Huldai épousa Altun (Anbald), la fille du fils d'Ogodei, Kuchu, et comme son père, elle l'appelait « kyuregen » (gendre. La fille de Huldai et Altun était Kutkutai et, comme mentionné ci-dessus, elle épousa le quatrième empereur Mongke Ka'an et devint sa première épouse.

## Famille
Selon le volume 118 de Yuanshi, Huldai avait un fils nommé Jakurutin, qui servit principalement le troisième empereur Guyuk. En 1233, il servit dans l'armée de Gamasen Mannu dans l'est de Xia avec Guyuk comme commandant, puis épousa la princesse Yesunjin, la fille d'Archidai, et prit le titre de Kuregen comme ses ancêtres.
Jacultin avait un fils nommé Yurektei, qui épousa également une femme de la famille impériale et se faisait appeler Kyuregen. On attribue à Tobetei, le fils de Yurektei, la répression de la rébellion Nayan, autre fils de Jakultin, le frère cadet de Yurektei, Kuril, a hérité du poste de chef de la famille Butu.

## Famille royale Ikires
- Nokuz
  - Butu Küregen ＞孛禿/bótū,بوتو گورکان/būtū gūrkān
    - Huldai Küregen , roi de Changwuding
      - J̌aqurčin Küregen
        - Yurektei (yuèliètái)
          - Töbetei (Töbetei > tuōbiétái)

        - Quril Kuregen (Kuril Kuregen)
          - Ašiq Küregen >āshi
            - Balaširi Küregen
              - Širap Dorǰi Küregen > shālánduŏér

      - Qutuqtai Qatun

    - Derekei Küregen
      - Buqa > 孛花/bóhua
      - Sögedü (suōgēdōu)
        - Bürilgidei (Bürilgidei)[5]